# Amaia Salamanca

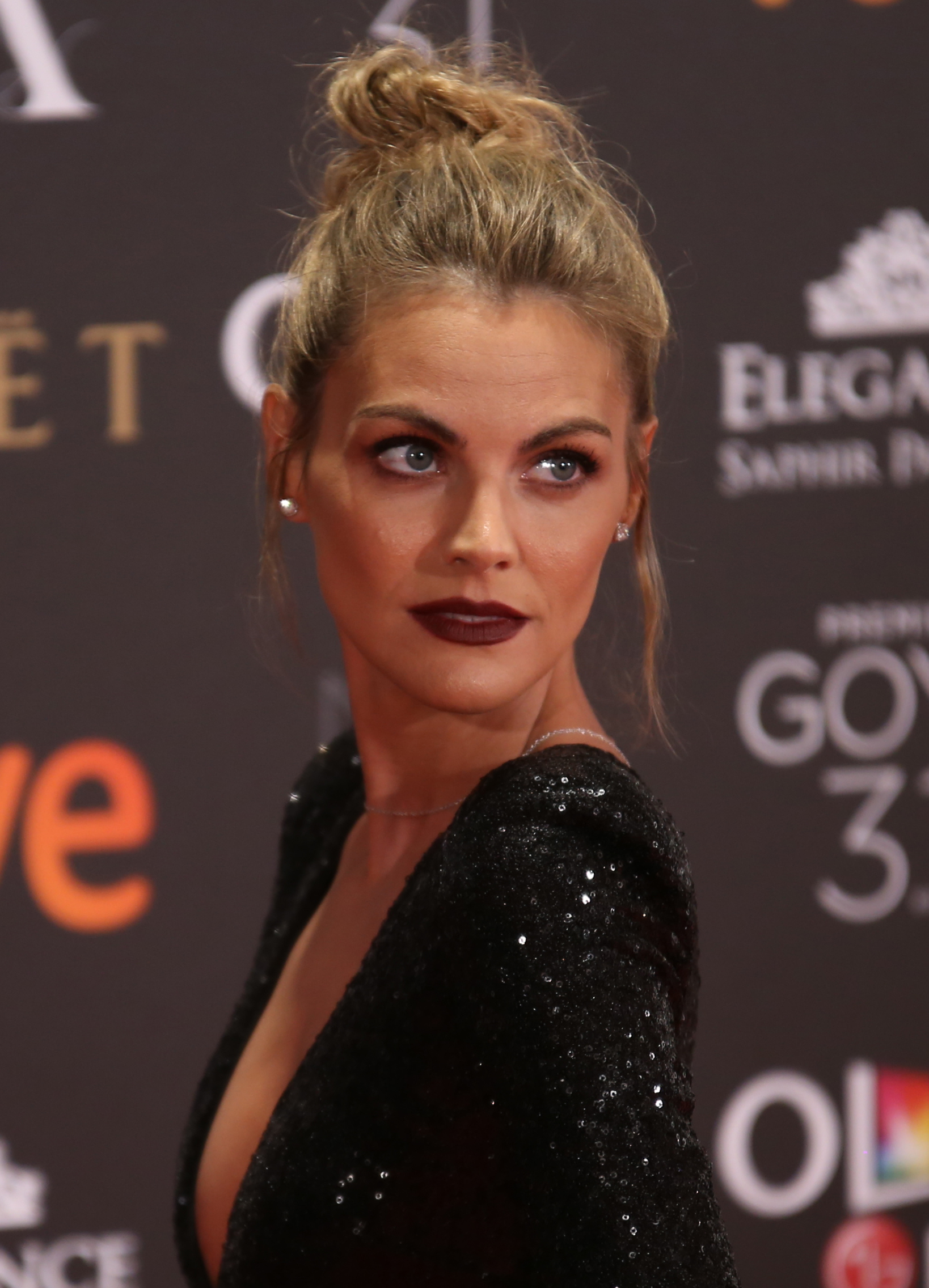
Amaia Salamanca, 2017

Amaia Salamanca Urízar (* 28. März 1986 in Madrid, Spanien) ist eine spanische Schauspielerin und Model.

## Leben und Karriere
Amaia Salamanca wurde am 28. März 1986 in Madrid geboren. Nach Auftritten in verschiedenen spanischen Fernsehserien wurde sie in Spanien besonders durch ihre Rolle als Catalina in der Fernsehserie Sin tetas no hay paraíso bekannt. Auch trat sie in Musikvideos auf.
2010 spielte sie die Rolle der spanischen Kronprinzessin Letizia Ortiz. In der spanischen Fernsehserie Grand Hotel (2011–2013) spielte Amaia Salamanca die Rolle der Alicia Alarcón.
Privat war Amaia Salamanca einige Monate mit dem Fußballspieler Sergio Ramos von Real Madrid liiert. Amaia Salamanca ist Mutter eines 2014 geborenen Mädchens aus ihrer Beziehung mit dem Unternehmer Rosauro Varo.

## Filmografie (Auswahl)
- 2006–2007: SMS, sin miedo a soñar (Fernsehserie)
- 2007: Los hombres de Paco (Fernsehserie)
- 2008–2009: Sin tetas no hay paraíso (Fernsehserie)
- 2009: Fuga de cerebros
- 2009: No estás sola, Sara (Fernsehfilm)
- 2010: Tensión sexual no resuelta
- 2010: Felipe und Letizia (Felipe y Letizia, Minifernsehserie)
- 2011–2013: Grand Hotel (Fernsehserie)
- 2011: Paranormal Experience 3D
- 2012: ¡Atraco!
- 2013: Inquilinos (Fernsehserie)
- 2014–2016: Velvet (Fernsehserie)
- 2016: Verlieb dich nicht in mich (Nuestros amantes)
- 2016: Manual de principiantes para ser presidente
- 2017: Tiempos de guerra (Fernsehserie)
- 2018: Verloren (Perdida)
- 2019: Trotz allem (A pesar de todo)
- 2019: ¿Qué te juegas?
- 2019: Lo dejo cuando quiera
- 2021: Tension of Sexual
- 2022: Barcelona Surf Destination
- 2022: Dos años y un día (Fernsehserie)
- 2022: The Man from Rome – Der Vatikan Code (The Man from Rome)
- 2022: Por los pelos, una historia de autoestima
- 2022–2023: Willkommen auf Eden (Bienvenidos a Edén, Fernsehserie)
- seit 2022: You shall not lie – Tödliche Geheimnisse (Todos mienten, Fernsehserie)
- 2024: Muertos S.L. (Fernsehserie)
- 2025: Tabula rasa